# Giovanni Agostino Perotti
Giovanni Agostino Perotti (12. dubna 1769 Vercelli – 6. června 1855 Benátky) byl italský klavírista a hudební skladatel.

## Život
Hudební základy získal od svého staršího bratra Domenica. Zároveň studoval i literaturu a hodlal se stát lékařem. Vzhledem ke složité politické situaci v době jeho dospívání se však nakonec rozhodl pro hudbu. Studoval v Bologni u Stanislava Matteiho a stal se členem Filharmonické akademie (Accademia Filarmonica di Bologna). Absolvoval 5. května 1791.
V roce 1795 působil ve Vídni jako cembalista a klavírista. V roce 1798 navštívil Londýn. Do Itálie se vrátil v roce 1801, usadil se v Benátkách a stal se členem prestižního hudebního sdružení Cappella Marciana. Dne 13. září 1807 se oženil s Dianou Spadovou, která mu porodila sedm dětí. V roce 1811 se stal v Capelle Marciana ředitelem. Toto postavení si udržel až do své smrti v roce 1855. Získal si vynikající pověst a stal se členem benátské Akademie věd literatury a umění (Ateneo Veneto di Scienze, Lettere ed Arti) a celé řady dalších kulturního institucí.
Perotti byl převážně skladatelem chrámové hudby. Zkomponoval jedinou operu, komickou jednoaktovku, La contadina nobile, která měla premiéru v Pise v roce 1795.

## Dílo

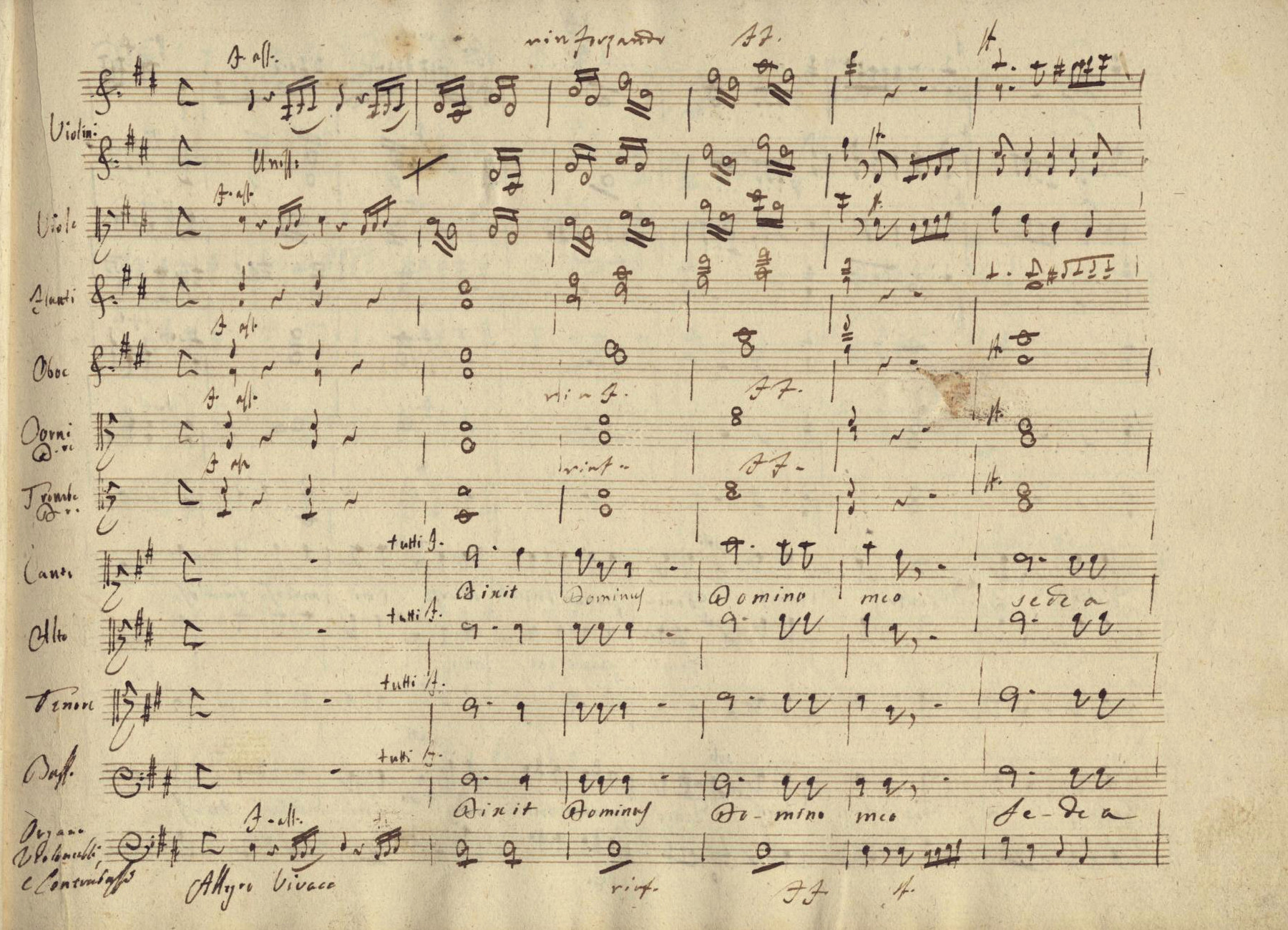
Partitura Dixit Dominus z roku 1829.

### Opera
- La contadina nobile (1795 Pisa, Teatro Pubblico)

### Chrámová hudba
- Abele (oratorium, text Pietro Metastasio, Bologna, 1794)
- Dixit Dominus (1829)
- Exultate Deo (Benátky)
- 125 duchovních skladeb pro sóla, sbor a orchestr
- další drobné chrámové skladby, včetně varhaních a instrumentálních děl
- 16 fug

### Klavír
- Sonáta pro 6 rukou
- Koncert pro 4 ruce
- 6 sonát pro 4 ruce
- Téma a variace
- 4 sonáty pro klavír
- Variace na Diletta immagine
- řada dalších skladeb